# Mesophellia brevispora
Mesophellia brevispora är en svampart som beskrevs av Trappe & Castellano 1996. Mesophellia brevispora ingår i släktet Mesophellia och familjen Mesophelliaceae.   Inga underarter finns listade i Catalogue of Life.